# UTC+13:45

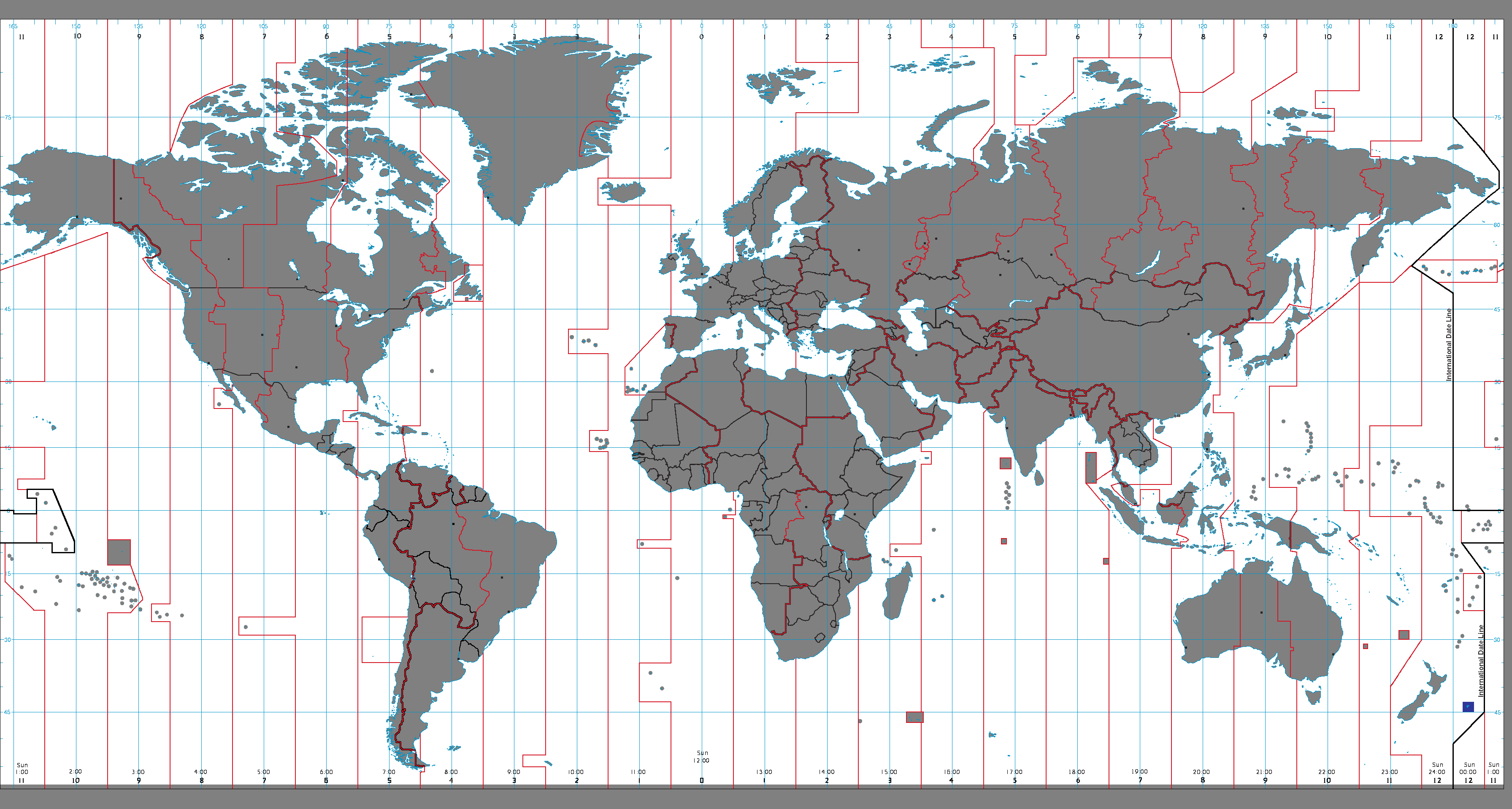
UTC+13:45: 藍色（十二月），橙色（六月），黃色（全年），淺藍色-海域

UTC+13:45是夏時制的UTC偏移量，為查塔姆群島的日光節約時間。（可另見紐西蘭時間）

## 夏令時間
這個時區所包含的地區
- 新西兰- 查塔姆夏令時間[1]
  - 查塔姆群島